# (4365) Ivanova
(4365) Ivanova ist ein Asteroid, der am 7. November 1978 von Schelte John Bus und Eleanor Helin vom Palomar-Observatorium aus entdeckt wurde. Provisorische Bezeichnungen für das Objekt waren 1978 VH8, 1963 TH, 1977 RV8, 1980 FQ9, 1982 UD und 1987 SD5.
Der Asteroid ist nach Wioleta Iwanowa benannt, einer Astronomin an der Bulgarischen Akademie der Wissenschaften und am Nazionalna astronomitscheska obserwatorija – Roschen.